# 7136 Yokohasuo
A 7136 Yokohasuo (ideiglenes jelöléssel 1993 VK2) a Naprendszer kisbolygóövében található aszteroida. H. Shiozawa,  Urata Takesi fedezte fel 1993. november 14-én.